# Urochloa brachyura
Urochloa brachyura är en gräsart som först beskrevs av Eduard Hackel, och fick sitt nu gällande namn av Otto Stapf. Urochloa brachyura ingår i släktet leverhirser, och familjen gräs. Inga underarter finns listade i Catalogue of Life.